# Marina Dietz
Marina Dietz (* 25. Juli 1947 in Göggingen, heute Stadtteil von Augsburg) ist eine deutsche Journalistin, Hörspielautorin und Regisseurin.

## Leben und Wirken
Dietz studierte Anglistik, Geschichte und Politikwissenschaft in München und wurde bei Christian Enzensberger promoviert. Sie arbeitete zunächst in München als freie Journalistin und Autorin, später auch als Regisseurin und Dramaturgin vor allem beim Bayerischen Rundfunk. Ihr Hörspiel Träumen Androiden nach dem Roman von Philip K. Dick wurde 2000 mit dem Kurd-Laßwitz-Preis ausgezeichnet.

## Hörspiele
Autorin
- 1983: Der Tauscher – Regie: Otto Düben (Kurzhörspiel – BR)
- 1988: Im Bauch des Türken. Johann Nepomuk Mälzel und sein Schachautomat – Regie: Wolf Euba (Hörspiel – BR)
- 1991: Ada – Regie: Barbara Plensat (Original-Hörspiel – Funkhaus Berlin/BR)
- 1992: Arcturella – Regie: Wolf Euba (Kriminalhörspiel – BR)
- 1997: Reise-Ziele: Das Restoratio-Projekt – Regie: Barbara Plensat (Originalhörspiel – BR)
  - 1. Teil: Die Frau in Grün
  - 2. Teil: Der schwarze Baumeister
  - 3. Teil: Das Hexenspiel
- 2008: Mit Co-Autor Helmut Krausser: Die wilden Hunde von Pompeii (zwei Teile) – Regie: Eva Demmelhuber (Hörspielbearbeitung, Kinderhörspiel – BR)

Regisseurin
- 1998: Jack Ritchie: Todsicher
- 1991: Evan Hunter: Das letzte Spiel
- 1991: Celia Fremlin: Seereise
- 1992: Jack Ritchie: Der Mitternachtswürger
- 1993: R. D. Wingfield: Das unheimliche Dorf
- 1993: Bob Sinfield: Tate – Alles Geschmackssache
- 1994: Jack Ritchie: Für alle groben Leute
- 1995: Christiane Adam: Im Tal der Toten
- 1995: Jack Ritchie: Der Aussteiger
- 1995: Jack Ritchie: Phantombild
- 1995: Daphne Du Maurier: Unvergesslich
- 1995: Caspar Abocab: Frau C. ist überall
- 1996: Anne Perry: Das Gesicht des Fremden (2 Teile)
- 1996: Jörg Maurer: Die Flucht ins Studio 8
- 1996: Jack Ritchie: Der Philosoph
- 1996: Jack Ritchie: Mörderischer Mond
- 1997: Jack Ritchie: Kleine bunte Männchen
- 1997: Uwe Erichsen, Jens Hagen: Das 52. Wochenende
- 1997: Sabine Deitmer: Liebe und andere Krankheiten
- 1998: Henry Slesar: Wieder daheim
- 1998: Anne Perry: Dunkler Grund (2 Teile)
- 1999: Charlotte Richter-Peill: Männerträume
- 1999: Philip K. Dick: Träumen Androiden?
- 1999: Jörg Maurer: Rita
- 1999: Philip K. Dick: Kleine Stadt
- 1999: Jörg Maurer: Kleine Abenteuerurlaube
- 2000: Nancy Kress: Siebenunddreißig ist alles billiger
- 2000: Sara Paretsky: Herz Schmerz & Co. GmbH
- 2000: Philip K. Dick: Wechselbalg
- 2001: Philip K. Dick: Zeit aus den Fugen
- 2001: Philip K. Dick: Erinnerungsmechanismus
- 2002: Jack Ritchie: Hakengimpel

## Website
- Website von Marina Dietz